# 3 (電訊)

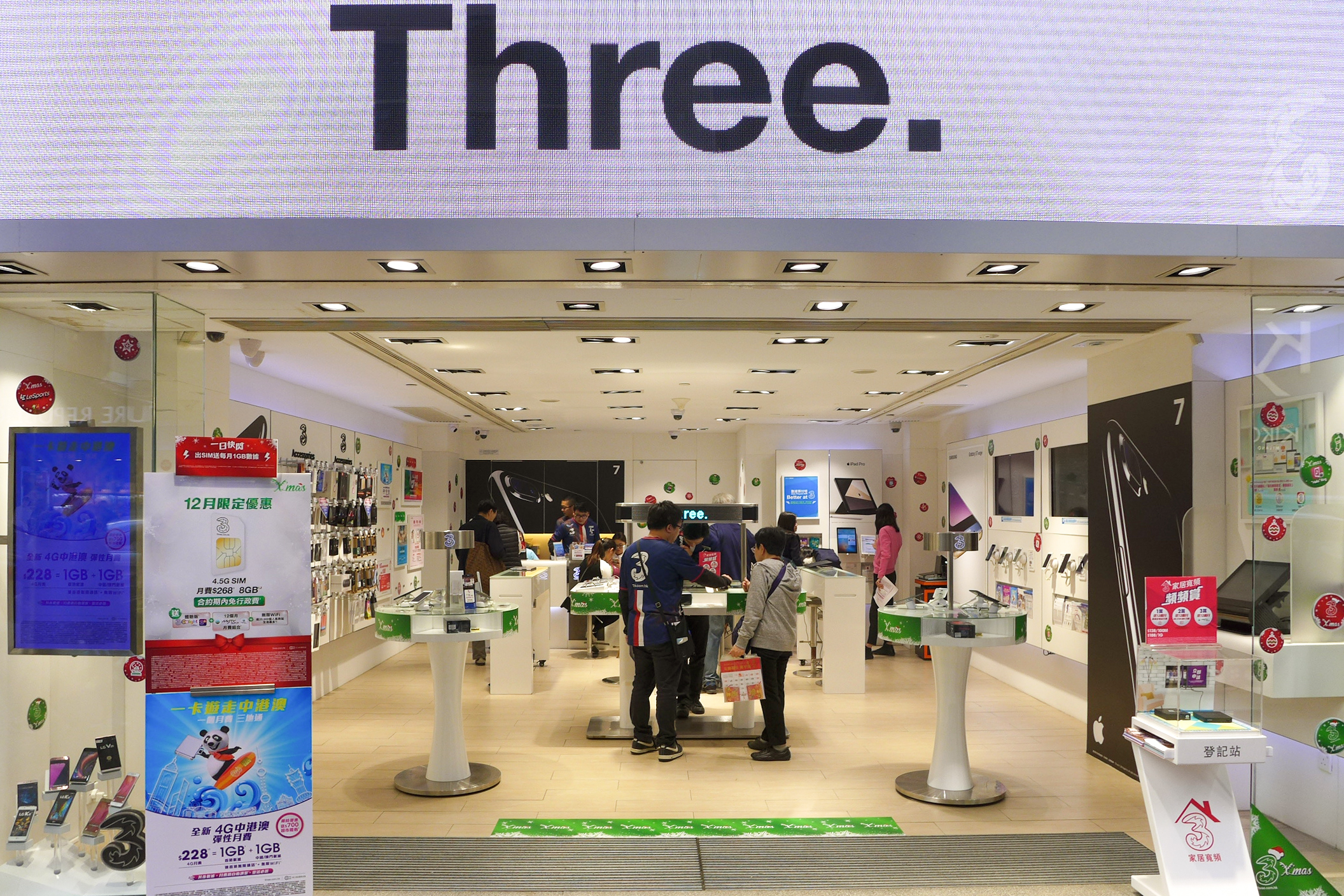
3位於旺角西洋菜南街的門市

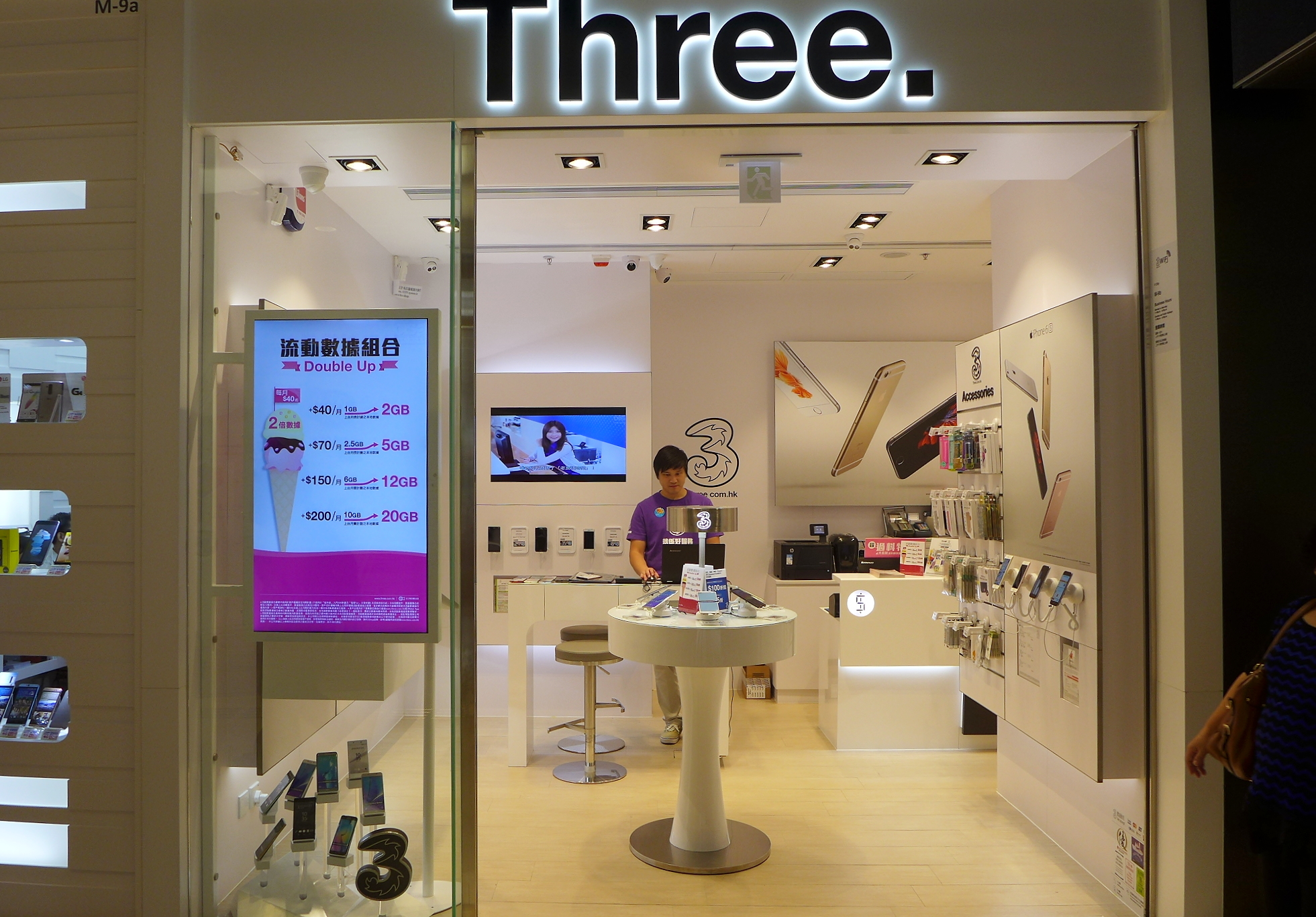
3位於屯門V city的門市

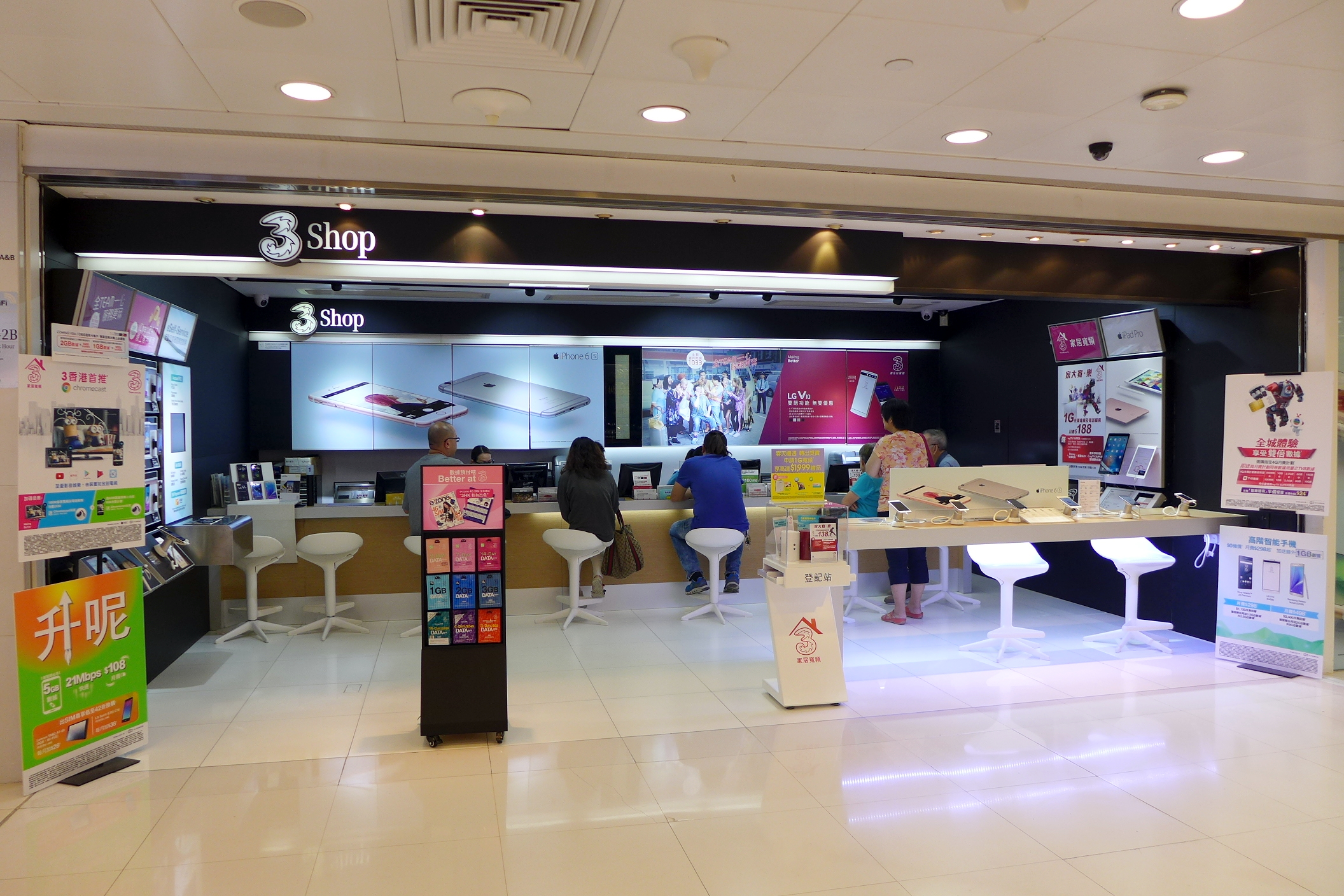
3位於香港沙田廣場的門市

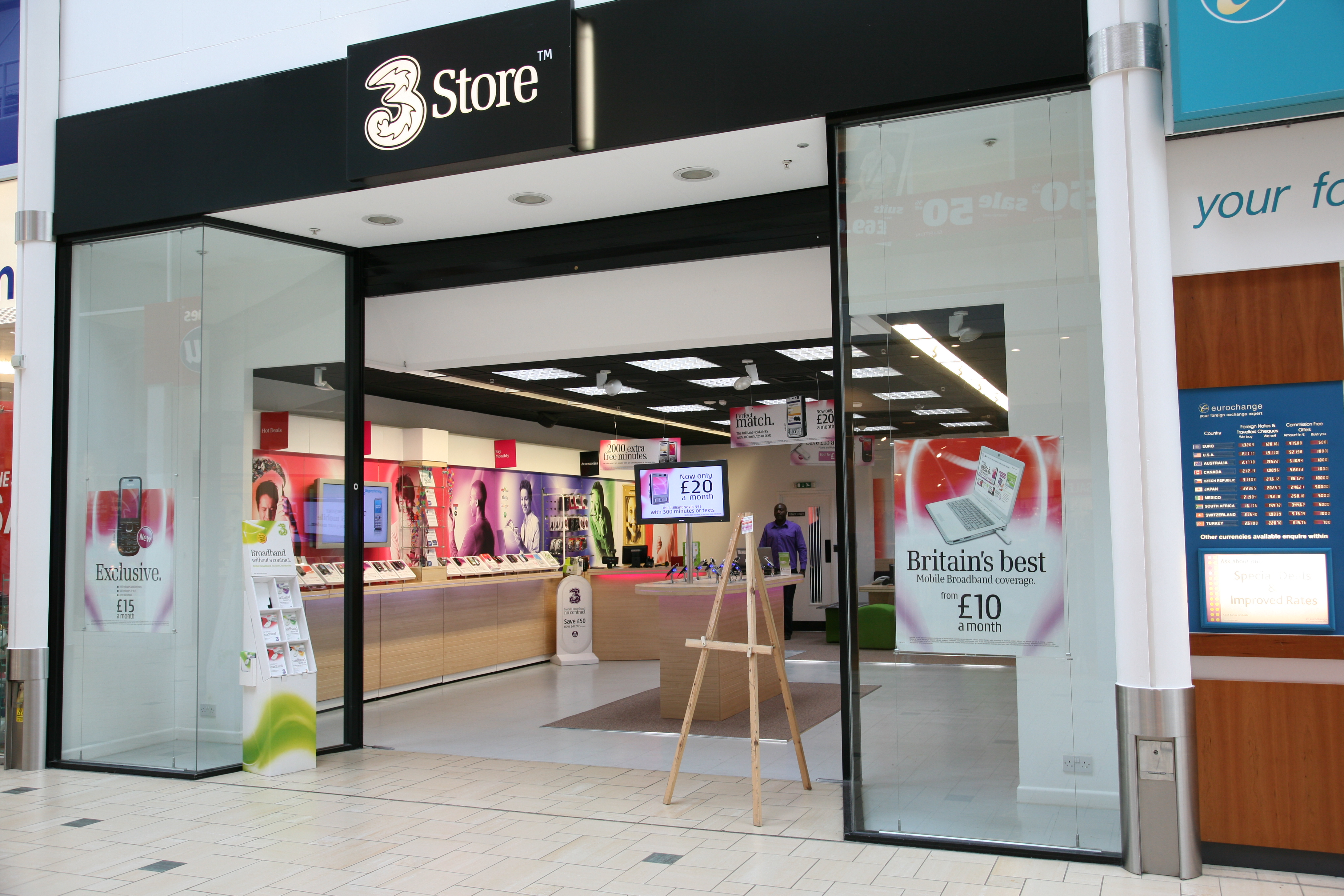
3位於英國的門市

3是長江和記實業屬下和記電訊國際以及和記電訊香港控股的世界性流動電訊品牌。
3在世界多個國家或地区提供移動電訊服務，亞洲地區包括香港、澳門、印度、以色列、泰國、斯里蘭卡、迦納、印尼及越南。歐洲包括英國、意大利、丹麥、愛爾蘭、奧地利及瑞典，在澳洲亦提供服務。
3的前身是“Orange”，2002年宣佈以3作為3G服務品牌。3G服務在2003年在英國、意大利、澳洲和奧地利正式推出。
截至2011年12月31日，全球3註冊客戶共有1,045萬名。總收入達421億港元。
3在香港的正式名稱為和記電話有限公司（Hutchison Telephone Company Limited，「3」）。
3主要競爭對手包括有線寬頻、香港電訊、數碼通、中國移動香港、香港寬頻等。

## 全球業務

### 香港
1983年，和記電訊（香港）有限公司開始在香港經營流動電話業務，並於1985年成立和記電話有限公司，推出香港首套流動電訊系統，當時採用第一代的AMPS／TACS模擬制式，1990年代，推出第二代的GSM／PCS數碼雙頻制式及2.5GGPRS分組數據服務，1995年推出全球首間使用CDMA的商用網絡，以IS95B制式運行，並命名為和記新幹線作為品牌。1996年，和記電話品牌與提供傳呼服務的和記傳訊品牌合併為和記電訊。1998年，2G服務改以「Orange」作為品牌，推出亞洲首個雙頻網絡。2000年，和記新幹線納入了Orange。
2001年9月26日和記黃埔的和記3香港的牌照以$2,398,888.88港元代價成功獲取，正式進行第三代流動電話（3G）網絡的鋪設。香港政府同時也發出另外三張的3G流動通訊服務牌照給數碼通、CSL和SUNDAY。
2004年1月，和記電訊於香港開始以第三代流動電話的UMTS制式，率先成為全港首家提供3G服務的流動電話網絡商，並提供包括視像電話等的增值服務。同年6月，旗下的3G、GSM及CDMA網絡統一採用3品牌。
2008年5月29日，3香港引入iPhone（3G），並於2008年7月11日正式發售。
2011年9月20日，和記電訊與Vodafone及幾家 Conexus Mobile Alliance會員同意組成策略性聯盟。
2012年推出4G LTE服務。
2012年2月6日，3香港表示為配合電訊管理局新推行的公平使用政策，無限上網的用戶將於超過5GB用量後被調低速度，但速度將不慢於128KB。但由於CSL所推出新上網政策較為吸引，造成壓力，3香港於當晚宣佈改為實施與CSL相同的安排，即用家用量超過5GB 後，其使用網絡的次序將被調低。
同年，另一電訊商新世界傳動網將網絡升級，提供3G限速不限量上網服務，其低廉收費隨即吸引不少人轉台。由於此計劃成功吸引大量客戶，其後3香港及數碼通均推出類似的月費計劃吸客，形成「基本3G計劃」。此類計劃為第一次在港出現。數碼通總裁黎大鈞曾指，此類計劃開拓了以往市場較少接觸的低用量新客群市場。
2017年，3香港於年底以5G頻段的頻譜進行室內及室外測試，更夥拍華為建造全雲化核心網絡，並與阿里巴巴集團訂下戰略合作協議，並在雲端運算、智能大數據、物聯網平台等多個領域合作。
2020年4月1日，和記電訊於香港開始以第五代流動通訊服務，率先成為全港首家提供5G服務的流動電話網絡商。

### 澳門
2000年10月澳門特別行政區政府正式開放流動電話市場，引入兩家外資公司加入市場競爭。其中和記電訊獲得澳門政府發出的第二代流動電話牌照，
2001年8月於澳門利用「澳門和記電訊」名義正式推出GSM雙頻流動通訊服務，並成為澳門第二大流動電話供應商。截至2003年12月31日，估計市佔率約31%。2006年10月再次以澳門和記電訊名義獲得第三代流動電話（3G（WCDMA））牌照。2005年11月，旗下的流動電話服務改以「3澳門」為品牌，並於2007年10月正式推出3G流動電話服務，成為澳門第三家推出3G的流動電話服務供應商。
2008年8月22日，3澳門引入iPhone（3G）。截至2008年12月31日，3澳門市佔率約33%，為當時澳門第二大流動電訊商。
2015年12月15日，3澳門推出4G LTE服務，採用中興通訊的4G FDD-LTE無線及核心網絡。
2022年澳門5G牌照招標時，和記澳門原表示「將積極參與5G市場發展」，後以「疫情及眾多不明朗因素」為由，暫緩競投。
3澳門是當地唯一提供VoWiFi的營運商。

### 澳洲
3於2003年4月15日在澳洲的悉尼及墨尔本正式開始提供服務。而在2003年6月初，3的服務亦於布里斯班、阿德萊德、珀斯及黄金海岸開通。在3G服務覆蓋範圍以外的地區，3的客戶將會漫遊至沃達豐（Vodafone）的GSM網絡。這個漫遊服務協定於2005年7月30日經已完結，而3其後轉而與Telstra合作，提供當地非3G網絡的漫遊服務。透過這份新協議，3的服務覆蓋了96%的澳洲人口，其中98%由Telstra覆蓋。截至2006年底，3澳洲的總客戶人數超過1,300,000人。2009年5月，澳洲反壟斷部門批准沃達豐（Vodafone）與 和記電信(澳大利亞)公司進行合併。

### 愛爾蘭
3在愛爾蘭擁有服務牌照，被分派的服務代碼為083。其服務於2005年7月26日正式開通。3與Vodafone Ireland（沃達豐愛爾蘭）簽有協定，容許客戶於3服務覆蓋範圍以外的地區漫遊至沃達豐（Vodafone）的GSM網絡。現在，3提供"用後付費"的服務，但預付服務並未提供。
2013年6月24日3愛爾蘭以7.8億歐元向西班牙電訊Telefónica收購愛爾蘭O2業務，若達到雙方協定的財務目標，3愛爾蘭會再繳付另一筆約7,000萬歐元的遞延付款。
合共8.5億歐元（約86.3億港元）市佔率亦可望提升至37.5%，成為當地第二大流動電訊商，客戶總數約約200萬戶，而兩家公司去年的收入規模合共為8.03億歐羅，單計3愛爾蘭，2012年收入則約1.74億歐元。

### 英國
3在英國的服務於2003年3月3日 (3/3/3) 開始提供，是當時英國唯一一間只提供3G服務的公司。3與 O2 簽訂漫遊協議，容許其客戶於3G覆蓋範圍以外的地區使用2G服務。在2004年年尾，3英國擁有超過250萬名客戶。3英國現時同時提供預付及用後付費（合約制）服務。
在英國，3與Superdrug簽訂協議，獨家銷售3的手提電話。很多Superdrug的分店都設有一個小櫃位，就像一間3的專門店。這份協議是於屈臣氏（Watson's）購買Superdrug後簽定。
2013年2月20日3英國以2.25億英鎊（約26.71億港元）底價，成功投得位於800MHz譜段2條5MHz的4G頻譜
2015年3月25日李嘉誠旗下和記黃埔（013）同意以92.5億英鎊(約1,067.5億港元現金)收購西班牙電信公司Telefonica SA在英國的無線運營商O2。公告稱，收購現金代價於交易完成時支付，並須在 3 英國與 O2 英國合併業務的累積現金流達到了一個協定的水平後，再額外支付總額最高 10 億英鎊(約合115.4億港元)的遞延利潤分成。和黃指，收購的資金將以與英國匯豐銀行訂立的60億英鎊過渡貸款及集團之現金資源支付，預計收購於完成後成為英國第一大的流動電訊營運商，綜合客戶人數接近3,300萬名。
2015年5月8日和記黃埔加拿大Canada Pension Plan Investment Board、新加坡政府投資公司（GIC）、阿布扎比投資局（ADIA）附屬公司 Limpart Holdings Limited、加拿大魁北克储蓄投资集团以及巴西的 BTG Pactual合共5家機構投資者達成協議，投資者共以31億英鎊（相等於約366.4億港元）認購3英國與O2英國合併業務的32.98%股份，其中CPPIB及GIC將會各自投資約11億英鎊（約131.6億港元），各佔合併公司約12%股權。其他三間合共佔8.98%，認購完成後，和記黃埔將間接持有合併公司約67.02%股權。

### 意大利
在意大利，3是第一間提供3G服務（UMTS）的公司。截至2005年6月，3意大利擁有410萬名註冊用戶，因此成為當地3G通訊服務市場的領導者。
2015年8月6日長江和記實業與VimpelCom已商定成立一間股權均等合資控股企業，以共同擁有並營運3 Italia與VimpelCom於意大利之流動電訊業務Wind Group，合資控股企業將成為意大利實力雄厚並可持續發展的營運商，兩間電訊公司去年的年度收益總額為六十四億歐元，合併後流動電訊客戶有超過三千一百萬，固網電訊客戶有二百八十萬。，交易價值達218億歐元(約1,844億港元)(3意大利及WIND交易價值各為79億及139億歐元)。
2018年7月5日長江和記實業以24.5億歐元收購俄羅斯VimpelCom持有的Wind Tre50%股份。

### 奧地利
2012年2月3日 3奧地利以 13億歐元向私募基金 Mid Europa Partners（MEP）和法國電訊收購奧地利 Orange的全部股權，其後即以 3.9億歐元向奧地利電訊出售奧地利Orange旗下若干頻率、基站、流動電話營辦商Yesss！，以及知識產權權益。
因此和黃今次收購的代價實際為 9.1億歐元（約 93億港元）
合併後所帶來的成本與資本開支協同效應，淨值最少達5億欧元，市佔率亦可望提升至22%，成為當地第三大流動電訊商，客戶總數約280萬戶，而兩家公司去年的收入規模合共為7億歐羅。

## 公司股權

### 3北歐（丹麥、瑞典）
- 長江和記實業：60%
- Investor AB: 40%

### Wind Tre（前稱3意大利）
- 長江和記實業：91.6%
- NHS Investments (San Paolo IMI): 7%
- Rizzoli Corriere della Sera Mediagroup: 0.9%
- Gemina: 0.5%
- 3G Mobile Investments (Franco Bernabè): 0.0003%

### 3 英國
- 長江和記實業：100%（於2005年，NTT DoCoMo及KPN Mobile分別向和記黃埔重新購入20%及15%的股權。）